# Václav Vojtěch
Václav Vojtěch (* 28. November 1901 im Forsthaus Skřivany; † 6. August 1932 in der Elbe bei Sadská) war ein tschechoslowakischer Geograph und Polarforscher.

## Leben
Nach dem Gymnasialbesuch in Nový Bydžov begann Vojtěch 1919 nach der Matura ein Studium an der Karls-Universität in Prag. Nach seiner Promotion war er am Landesarchiv und der Naturwissenschaftlichen Fakultät der Karlsuniversität in Prag tätig. Gegen den Willen seiner Eltern heiratete Vojtěch seine frühere Kommilitonin Božena Čapková und zog mit ihr in eine Chaluppe in Sloupno. Am 26. November 1926 kam der gemeinsame Sohn Václav zur Welt. Die Ehe zerbrach recht bald an den unterschiedlichen Charakteren der Partner und wurde am 8. April 1932 geschieden.
Zwischen 1928 und 1930 nahm er an der Byrd Antarctic Expedition von Admiral Richard Evelyn Byrd teil und betrat am 27. Januar 1929 als erster Tscheche den Boden der Antarktis. Am 24. Mai 1930 wurde Vojtěch als erster Tscheche mit der Congressional Gold Medal des Kongresses der Vereinigten Staaten geehrt.
Vojtěch starb 1932 bei den Vorbereitungen zu einer Expedition mit Aleš Hrdlička zur Untersuchung des polaren Klimas und der Geologie Alaskas, für die er für den 5. August 1932 ein Ticket auf dem Schiff Montcalm gelöst hatte. Nachdem die Abfahrt des Schiffs um eine Woche verschoben worden war, verabschiedete sich Vojtěch am 6. August von Freunden und unternahm eine Paddeltour auf der Elbe. Bei Sadská kenterte das Boot, wobei Vojtěch ertrank.